# Angicourt
Angicourt ist eine französische Gemeinde mit 1.335 Einwohnern (Stand: 1. Januar 2022) im Département Oise in der Region Hauts-de-France. Sie gehört zum Arrondissement Clermont und zum Kanton Pont-Sainte-Maxence (bis 2015: Kanton Liancourt). Rieux gehört zum Gemeindeverband Communauté de communes des Pays d’Oise et d’Halatte. Die Einwohner werden Angicourtois genannt.

## Geographie

### Lage
Angicourt liegt etwa 26 Kilometer westsüdwestlich von Compiègne und etwa 51 Kilometer nordnordöstlich von Paris.

### Nachbargemeinden
|                   | Verderonne                                  | Rosoy    |
| Mogneville        | Kompassrose, die auf Nachbargemeinden zeigt | Cinqueux |
| Monchy-Saint-Éloi | Villers-Saint-Paul                          | Rieux    |

## Bevölkerungsentwicklung
| Jahr                      | 1962 | 1968 | 1975 | 1982 | 1990 | 1999 | 2006 | 2013 |
| Einwohner                 | 571  | 969  | 1363 | 1495 | 1538 | 1525 | 1653 | 1529 |
| Quelle: Cassini und INSEE |      |      |      |      |      |      |      |      |

## Sehenswürdigkeiten

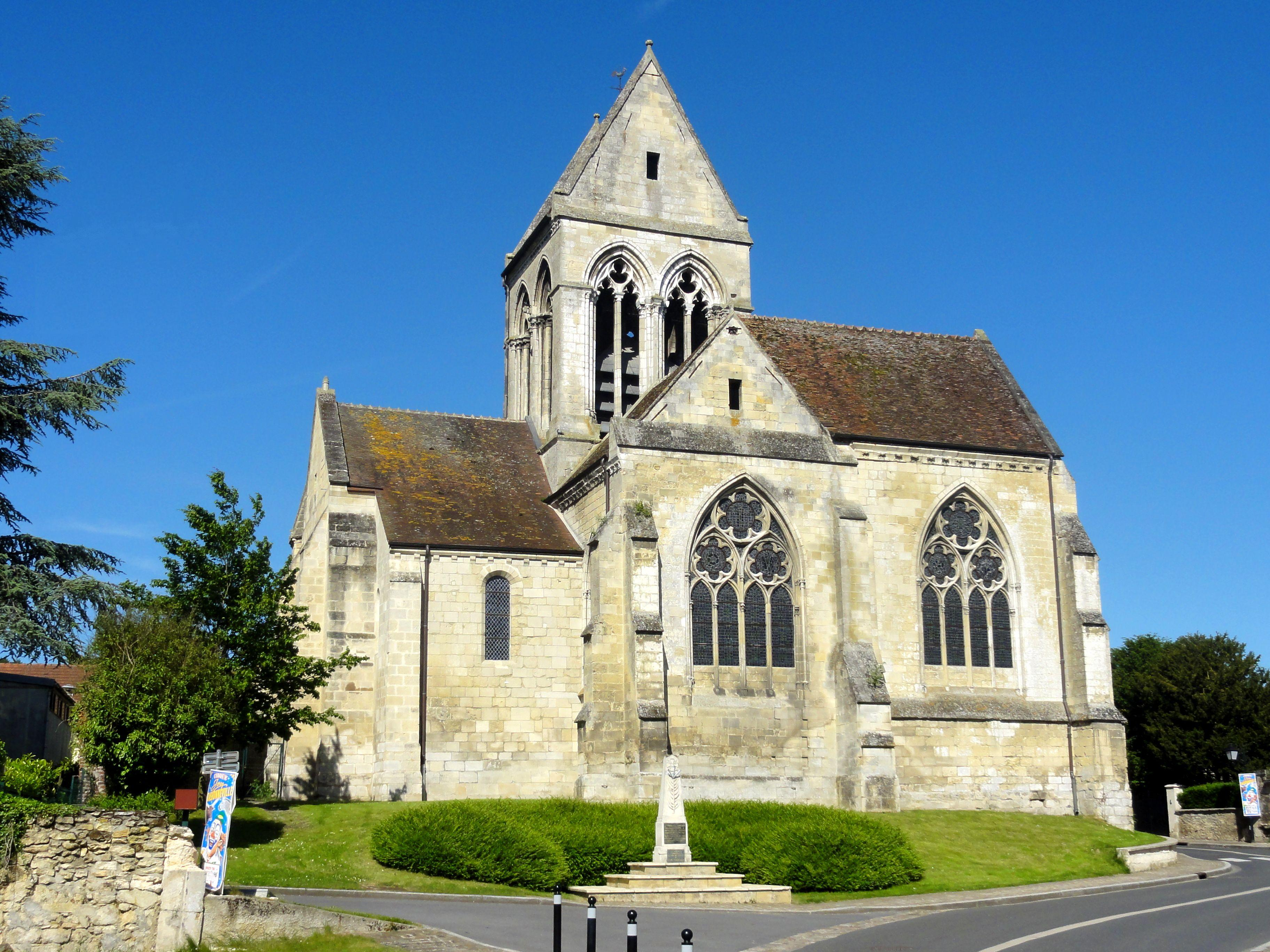
Kirche Saint-Vaast

- Kirche Saint-Vaast aus dem 12. Jahrhundert, seit 1862 Monument historique (siehe auch: Liste der Monuments historiques in Angicourt)
- Vogthaus